# 2004 في البرازيل
فيما يلي قوائم الأحداث التي وقعت خلال عام 2004 في البرازيل.

## رياضة
- 1 يناير – الدوري البرازيلي لكرة القدم 2004
- 24 أكتوبر – جائزة البرازيل الكبرى 2004 الفائز خوان بابلو مونتويا.

## أفلام
من الأفلام التي صدرت هذه السنة في البرازيل:
- 19 مايو – يوميات دراجة النارية من إخراج والتر سالس.

## وفيات

### يناير
- 24 يناير – ليونيداس دا سيلفا (مواليد 1913) لاعب ومدرب كرة قدم برازيلي.[1]

### يوليو
- 19 يوليو – كارفاليو ليتي (مواليد 1912) لاعب ومدرب كرة قدم برازيلي.